# 金目村
金目村（かなめむら）は、神奈川県中郡にかつてあった村である。
現在の平塚市西北部、金目川沿岸の低地と丘陵台地からなっていた。1957年10月1日に平塚市と合併した。

## 地域
- 片岡（かたおか）
- 北金目（きたかなめ）
- 真田（さなだ：1956年4月-）
- 千須谷（せんずや）
- 広川（ひろかわ）
- 南金目（みなみかなめ）

## 歴史
村名は、古くは「カナヒ」「カネエ」と呼ばれ、「金日」と表現されたものが字形のみ転化して「金目」となったと考えられている。「カナ」は頑丈さ、立派さを表す美称、「ヒ」は堤防や樋の意味とされる。また他の説には「カナ」は鍛冶関係の土地であることを表し、「メ」は川沿いの集落の意を表すという。
- 1880年 - 南金目堀之内に金目学校開校。
- 1886年5月 - 南金目堀之内宗信寺に三郡共立学校開校。（現在の県立平塚農業高校の前身。県立秦野高校にも繋がる。）
- 1889年4月1日 - 町村制が施行。南金目村、北金目村、片岡村、千須谷村、広川村が合併し大住郡金目村となった。
- 1896年4月1日 - 郡の統合により大住郡と淘綾郡が合併し中郡金目村となる[1]。
- 1906年 - 神奈川県知事周布公平の勧めで金目川の堤に吉野桜数百本を植樹。
- 1910年 - 金目川堤防決壊。北金目、南金目、片岡浸水被害。
- 1912年2月8日 - 金目川河身改修・耕地整理事業起工。（18年1月28日完成。総費用38,782円。）
- 1955年4月15日 - 中郡大根村真田地区を編入[2]。
- 1957年10月1日 - 平塚市に編入合併される[3]。

## 歴代首長
歴代首長は以下のとおり。
| 代    | 氏名       | 在任期間                             |
| ?     | 猪俣道之輔 | 1889年（明治22年）-?                 |
| ?     | 猪俣松五郎 | 1904年（明治37年）-?年               |
| 10    | 森純一     | 1917年（大正6年）-1918年（大正7年）  |
| 11-14 | 猪俣松五郎 | 1918年（大正7年）-1935年（昭和10年） |
| 18    | 森純一     | 1943年（昭和18年）-?年               |

## 村役場
1934年（昭和9年）に建設された金目村役場は、1957年（昭和32年）10月の平塚市への合併後に金目出張所や幼稚園として使用された。1967年（昭和42年）に金目観音奉賛会に払い下げられ、金目観音奉賛会館となったが、1987年（昭和62年）12月末に解体された。

## 現在
現在は平塚市の行政上、金目地区と区分されている。住所には「平塚市南金目」など大字名が使われる。